# Beraketa
Beraketa is een plaats en commune in het zuiden van Madagaskar, behorend tot het district Bekily, dat gelegen is in de regio Androy. Tijdens een volkstelling in 2001 telde de plaats 14.043 inwoners. De plaats is gelegen aan de Route nationale 13.
In de buurt van de plaats is een lokaal vliegveld. De plaats biedt enkel lager onderwijs en beperkt middelbaar onderwijs aan. Er wordt mijnbouw op industriële schaal bedreven. 80% van de bevolking werkt als landbouwer. Het meest belangrijke landbouwproducten is rijst; overige belangrijke producten zijn pinda's en maniok. Verder is 19% actief in de dienstensector en heeft 1% een baan in de industrie.